# Изход (Библия)
Изход (на гръцки: ο Έξοδος; на латински: Exodus, а на иврит: שְׁמוֹת – Шемот, Имената) е втората книга от Библията и от Петокнижието (петте Мойсееви книги).